# Sarcophaga brevicornis
Sarcophaga brevicornis är en tvåvingeart som beskrevs av Ho 1934. Sarcophaga brevicornis ingår i släktet Sarcophaga och familjen köttflugor. Inga underarter finns listade i Catalogue of Life.